# The Beatles: Eight Days a Week - The Touring Years
The Beatles: Eight Days a Week - The Touring Years è un film documentario del 2016, diretto da Ron Howard, sul gruppo rock The Beatles.

## Descrizione
Il documentario segue i Beatles durante la prima parte di carriera, dal 1962 al 1966, quando ancora facevano concerti in giro per il mondo, dalle esibizioni al Cavern Club di Liverpool fino all'ultimo concerto ufficiale di San Francisco nel 1966.

## Produzione
Il documentario venne prodotto con la collaborazione di Paul McCartney, Ringo Starr, e delle vedove di Lennon e Harrison, Yōko Ono e Olivia Harrison. Oltre a dirigere il documentario, Ron Howard svolse anche la funzione di produttore esecutivo insieme a Brian Grazer, Nigel Sinclair, e Scott Pascucci. Scritto da Mark Monroe, il film è stato montato da Paul Crowder.

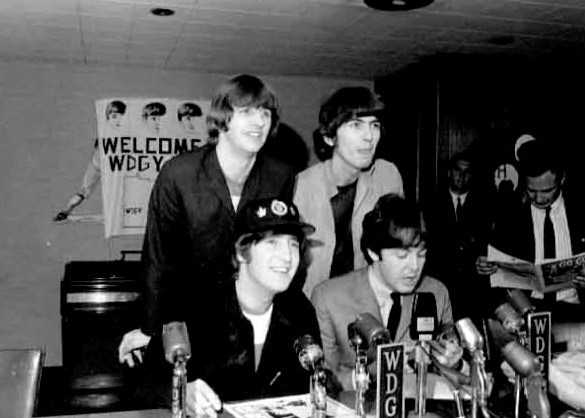
I Beatles nell'agosto 1965 alla conferenza stampa presso il Metropolitan Stadium di Bloomington, Minnesota

Prima dell'uscita del documentario, fu annunciato che esso avrebbe incluso 30 minuti di filmato originale girato durante il concerto dei Beatles allo Shea Stadium nel 1965. L'esibizione era stata filmata dalla Ed Sullivan Productions e trasmesso in tv con il titolo The Beatles at Shea Stadium nel 1966. Costituito da 11 brani, il set era stato originariamente girato in 35mm, ma venne restaurato appositamente per il documentario in 4K, e per quanto riguarda il sonoro, rimasterizzato da Giles Martin, figlio dello storico produttore dei Beatles George Martin.

## Colonna sonora
Il 9 settembre 2016 è stata pubblicata una versione remixata e rimasterizzata dell'album del 1977 The Beatles at the Hollywood Bowl (con nuova copertina), in coincidenza con l'uscita del documentario nelle sale.

## Controversie
Il 12 settembre 2016, Apple Corps. e Subafilms Ltd. sono state citate in giudizio dai legali di Sid Bernstein (morto nel 2013), l'organizzatore del concerto del 1965 allo Shea Stadium, in merito ai diritti dei nastri relativi all'esibizione. Mentre il copyright sulle canzoni non è messo in discussione, le riprese video sono state reclamate dalla Sid Bernstein Presents LLC, azienda che rappresenta gli interessi degli eredi di Bernstein.
Paul Licalsi, uno degli avvocati della Apple Corps., definì la causa "inconsistente", citando un pregresso accordo firmato da Bernstein con il management dei Beatles circa i diritti di proprietà dei filmati, e il fatto che lo stesso Bernstein non avesse mai accampato nessun diritto sui nastri in questione mentre era ancora in vita.